# هامبرت فينك
هامبرت فينك (بالألمانية: Humbert Fink)‏ هو صحفي وكاتب ومؤلف وشاعر نمساوي، ولد في 13 أغسطس 1933 في فيتري سول ماري في إيطاليا، وتوفي في 16 مايو 1992 في Maria Saal ‏ في النمسا.